# Amstel Gold Race 2006
L'Amstel Gold Race 2006 est la 41e édition de cette course cycliste sur route masculine. Elle a eu lieu le 16 avril 2006. Le Luxembourgeois Fränk Schleck s'est imposé en solitaire.

## Présentation

### Equipes
L'Amstel Gold Race figurant au calendrier du ProTour, les 20 UCI Proteams sont présentes, auxquelles il faut ajouter les 5 équipes continentales invitées.
| ProTeams (20)- AG2R Prévoyance - Bouygues Télécom - Cofidis-Le Crédit par Téléphone - Crédit agricole - Davitamon-Lotto - Discovery Channel - La Française des jeux - Euskaltel-Euskadi - Gerolsteiner - Caisse d'Épargne-Illes Balears - Lampre-Fondital - Liberty Seguros-Würth - Liquigas - Phonak Hearing Systems - Quick Step-Innergetic - Rabobank - Saunier Duval-Prodir - CSC - Team Milram - T-Mobile Équipes continentales professionnelles (5)- Chocolade Jacques-Topsport Vlaanderen - Landbouwkrediet-Colnago - Barloworld - Skil-Shimano - Unibet.com |
| |

## Classements

### Classement de la course
| \| Classement général \| Classement général \| Classement général \| Classement général \| Classement général \| \| Coureur \| Coureur \| Pays \| Équipe \| Temps \| \| ------------------ \| ------------------------------ \| ------------------ \| ------------------------------- \| ------------------ \| \| 1er \| Fränk Schleck \| Luxembourg \| CSC \| 6 h 25 min 39 s \| \| 2e \| Steffen Wesemann \| Suisse \| T-Mobile \| + 22 s \| \| 3e \| Michael Boogerd \| Pays-Bas \| Rabobank \| DQ \| \| 4e \| Karsten Kroon \| Pays-Bas \| CSC \| + 48 s \| \| 5e \| Patrik Sinkewitz \| Allemagne \| T-Mobile \| + 48 s \| \| 6e \| Davide Rebellin \| Italie \| Gerolsteiner \| + 48 s \| \| 7e \| Miguel Ángel Martín Perdiguero \| Espagne \| Phonak Hearing Systems \| + 48 s \| \| 8e \| Paolo Bettini \| Italie \| Quick Step-Innergetic \| + 53 s \| \| 9e \| Stefan Schumacher \| Allemagne \| Gerolsteiner \| + 57 s \| \| 10e \| Sergueï Ivanov \| Russie \| T-Mobile \| + 1 min 07 s \| \| 11e \| Alessandro Ballan \| Italie \| Lampre-Fondital \| + 1 min 12 s \| \| 12e \| Alexandre Moos \| Suisse \| Phonak Hearing Systems \| + 1 min 12 s \| \| 13e \| Fabian Wegmann \| Allemagne \| Gerolsteiner \| + 1 min 12 s \| \| 14e \| David Etxebarria \| Espagne \| Liberty Seguros-Würth \| + 1 min 12 s \| \| 15e \| Samuel Sánchez \| Espagne \| Euskaltel-Euskadi \| + 1 min 20 s \| \| 16e \| Andrea Moletta \| Italie \| Gerolsteiner \| + 1 min 22 s \| \| 17e \| Óscar Freire \| Espagne \| Rabobank \| + 1 min 25 s \| \| 18e \| Cristian Moreni \| Italie \| Cofidis-Le Crédit par Téléphone \| + 1 min 25 s \| \| 19e \| Thomas Dekker \| Pays-Bas \| Rabobank \| + 1 min 25 s \| \| 20e \| Christopher Horner \| États-Unis \| Davitamon-Lotto \| + 1 min 30 s \| |                                |            |                                 |                 |
| |                                |            |                                 |                 |
| |                                |            |                                 |                 |
| Classement général |                                |            |                                 |                 |
| Coureur | Coureur                        | Pays       | Équipe                          | Temps           |
| 1er | Fränk Schleck                  | Luxembourg | CSC                             | 6 h 25 min 39 s |
| 2e | Steffen Wesemann               | Suisse     | T-Mobile                        | + 22 s          |
| 3e | Michael Boogerd                | Pays-Bas   | Rabobank                        | DQ              |
| 4e | Karsten Kroon                  | Pays-Bas   | CSC                             | + 48 s          |
| 5e | Patrik Sinkewitz               | Allemagne  | T-Mobile                        | + 48 s          |
| 6e | Davide Rebellin                | Italie     | Gerolsteiner                    | + 48 s          |
| 7e | Miguel Ángel Martín Perdiguero | Espagne    | Phonak Hearing Systems          | + 48 s          |
| 8e | Paolo Bettini                  | Italie     | Quick Step-Innergetic           | + 53 s          |
| 9e | Stefan Schumacher              | Allemagne  | Gerolsteiner                    | + 57 s          |
| 10e | Sergueï Ivanov                 | Russie     | T-Mobile                        | + 1 min 07 s    |
| 11e | Alessandro Ballan              | Italie     | Lampre-Fondital                 | + 1 min 12 s    |
| 12e | Alexandre Moos                 | Suisse     | Phonak Hearing Systems          | + 1 min 12 s    |
| 13e | Fabian Wegmann                 | Allemagne  | Gerolsteiner                    | + 1 min 12 s    |
| 14e | David Etxebarria               | Espagne    | Liberty Seguros-Würth           | + 1 min 12 s    |
| 15e | Samuel Sánchez                 | Espagne    | Euskaltel-Euskadi               | + 1 min 20 s    |
| 16e | Andrea Moletta                 | Italie     | Gerolsteiner                    | + 1 min 22 s    |
| 17e | Óscar Freire                   | Espagne    | Rabobank                        | + 1 min 25 s    |
| 18e | Cristian Moreni                | Italie     | Cofidis-Le Crédit par Téléphone | + 1 min 25 s    |
| 19e | Thomas Dekker                  | Pays-Bas   | Rabobank                        | + 1 min 25 s    |
| 20e | Christopher Horner             | États-Unis | Davitamon-Lotto                 | + 1 min 30 s    |

En décembre 2015, Michael Boogerd qui a reconnu s'être dopé, perd le bénéfice de tous ses résultats acquis entre 2005 et 2007. Il est donc déclassé de sa troisième place et rayé dans le classement ci-dessus. La place n'est pas réattribuée.

### Classements du ProTour
La course attribue des points au classement UCI ProTour 2006 selon le barème suivant :
| Position           | 1er | 2e | 3e | 4e | 5e | 6e | 7e | 8e | 9e | 10e |
| Classement général | 40  | 30 | 25 | 20 | 15 | 11 | 7  | 5  | 3  | 1   |

Après cette huitième épreuve le classement est le suivant :
| #  | Coureur                    | Équipe                         | Points | Précédent | Evolution     |
| -- | -------------------------- | ------------------------------ | ------ | --------- | ------------- |
| 1  | Tom Boonen                 | Quick Step-Innergetic          | 129    | 1         | en stagnation |
| 2  | Alessandro Ballan          | Lampre-Fondital                | 105    | 2         | en stagnation |
| 3  | Fabian Cancellara          | CSC                            | 84     | 3         | en stagnation |
| 4  | Alessandro Petacchi        | Milram                         | 72     | 4         | en stagnation |
| 5  | Antonio Colom              | Caisse d'Épargne-Illes Balears | 71     | 5         | en stagnation |
| 6  | Filippo Pozzato            | Quick Step-Innergetic          | 70     | 6         | en stagnation |
| 7  | Fränk Schleck              | CSC                            | 65     | ??        | ??            |
| 8  | George Hincapie            | Discovery Channel              | 60     | 7         | -1            |
| 9  | Samuel Sanchez             | Euskaltel-Euskadi              | 59     | 8         | -1            |
| 10 | José Ángel Gómez Marchante | Saunier Duval-Prodir           | 53     | 9         | -1            |

| #  | Équipe                         | Points | Précédent | Evolution     |
| -- | ------------------------------ | ------ | --------- | ------------- |
| 1  | CSC                            | 113    | 1         | en stagnation |
| 2  | Gerolsteiner                   | 112    | 2         | en stagnation |
| 3  | Quick Step-Innergetic          | 105    | 4         | +1            |
| 4  | Discovery Channel              | 102    | 2         | -2            |
| 4  | Rabobank                       | 102    | 5         | +1            |
| 6  | Phonak                         | 98     | 6         | en stagnation |
| 7  | T-Mobile                       | 97     | 9         | +2            |
| 8  | Lampre-Fondital                | 93     | 7         | -1            |
| 8  | Davitamon-Lotto                | 93     | 8         | en stagnation |
| 10 | Caisse d'Épargne-Illes Balears | 83     | ??        | ??            |

| #  | Pays       | Points | Précédent | Evolution     |
| -- | ---------- | ------ | --------- | ------------- |
| 1  | Italie     | 312    | 1         | en stagnation |
| 2  | Espagne    | 277    | 2         | en stagnation |
| 3  | Belgique   | 213    | 3         | en stagnation |
| 4  | Pays-Bas   | 153    | 7         | +3            |
| 5  | Suisse     | 142    | 5         | en stagnation |
| 6  | Allemagne  | 124    | 6         | en stagnation |
| 7  | États-Unis | 119    | 4         | -3            |
| 10 | Luxembourg | 65     | ??        | +??           |
| 9  | Norvège    | 45     | 8         | -1            |
| 10 | Autriche   | 32     | 9         | -1            |

## Liste des participants
| Liquigas LIQ | Liquigas LIQ           | Liquigas LIQ |
| ------------ | ---------------------- | ------------ |
| Num          | Coureur                | Pos          |
| 1            | Michael Albasini (SUI) |              |
| 2            | Patrick Calcagni (SUI) |              |
| 3            | Kjell Carlström (FIN)  |              |
| 4            | Stefano Garzelli (ITA) |              |
| 5            | Nicola Loda (ITA)      |              |
| 6            | Matej Mugerli (SLO)    |              |
| 7            | Vincenzo Nibali (ITA)  |              |
| 8            | Luca Paolini (ITA)     |              |

| Davitamon-Lotto DVL | Davitamon-Lotto DVL      | Davitamon-Lotto DVL |
| ------------------- | ------------------------ | ------------------- |
| Num                 | Coureur                  | Pos                 |
| 11                  | Mario Aerts (BEL)        |                     |
| 12                  | Christophe Brandt (BEL)  |                     |
| 13                  | Bart Dockx (BEL)         |                     |
| 14                  | Christopher Horner (USA) |                     |
| 15                  | Björn Leukemans (BEL)    |                     |
| 16                  | Léon van Bon (NED)       |                     |
| 17                  | Wim Van Huffel (BEL)     |                     |
| 18                  | Johan Vansummeren (BEL)  |                     |

| Quick Step-Innergetic QSI | Quick Step-Innergetic QSI  | Quick Step-Innergetic QSI |
| ------------------------- | -------------------------- | ------------------------- |
| Num                       | Coureur                    | Pos                       |
| 21                        | Serge Baguet (BEL)         |                           |
| 22                        | Paolo Bettini (ITA)        |                           |
| 23                        | Kevin De Weert (BEL)       |                           |
| 24                        | Addy Engels (NED)          |                           |
| 25                        | Cédric Vasseur (FRA)       |                           |
| 26                        | José Antonio Garrido (ESP) |                           |
| 27                        | Filippo Pozzato (ITA)      |                           |
| 28                        | Bram Tankink (NED)         |                           |

| CSC | CSC                         | CSC |
| --- | --------------------------- | --- |
| Num | Coureur                     | Pos |
| 31  | Michael Blaudzun (DEN)      |     |
| 32  | Karsten Kroon (NED)         |     |
| 33  | Peter Luttenberger (AUT)    |     |
| 34  | Andrea Peron (ITA)          |     |
| 35  | Fränk Schleck (LUX)         |     |
| 36  | Nicki Sørensen (DEN)        |     |
| 37  | Jens Voigt (GER)            |     |
| 38  | Christian Vande Velde (USA) |     |

| Caisse d'Épargne-Illes Balears CEI | Caisse d'Épargne-Illes Balears CEI | Caisse d'Épargne-Illes Balears CEI |
| ---------------------------------- | ---------------------------------- | ---------------------------------- |
| Num                                | Coureur                            | Pos                                |
| 41                                 | David Arroyo (ESP)                 |                                    |
| 42                                 | José Vicente García Acosta (ESP)   |                                    |
| 43                                 | Aitor Pérez Arrieta (ESP)          |                                    |
| 44                                 | Nicolas Portal (FRA)               |                                    |
| 45                                 | Vicente Reynés (ESP)               |                                    |
| 46                                 | Joaquim Rodríguez (ESP)            |                                    |
| 47                                 | Alejandro Valverde (ESP)           |                                    |
| 48                                 | Constantino Zaballa (ESP)          |                                    |

| Euskaltel-Euskadi EUS | Euskaltel-Euskadi EUS | Euskaltel-Euskadi EUS |
| --------------------- | --------------------- | --------------------- |
| Num                   | Coureur               | Pos                   |
| 51                    | Joseba Albizu (ESP)   |                       |
| 52                    | Andoni Aranaga (ESP)  |                       |
| 53                    | Iker Camaño (ESP)     |                       |
| 54                    | Unai Etxebarria (VEN) |                       |
| 55                    | Aitor Hernández (ESP) |                       |
| 56                    | Iñaki Isasi (ESP)     |                       |
| 57                    | Iban Mayo (ESP)       |                       |
| 58                    | Samuel Sánchez (ESP)  |                       |

| Liberty Seguros-Würth LSW | Liberty Seguros-Würth LSW | Liberty Seguros-Würth LSW |
| ------------------------- | ------------------------- | ------------------------- |
| Num                       | Coureur                   | Pos                       |
| 61                        | Alberto Contador (ESP)    |                           |
| 62                        | Allan Davis (AUS)         |                           |
| 63                        | Koen de Kort (NED)        |                           |
| 64                        | David Etxebarria (ESP)    |                           |
| 65                        | Jörg Jaksche (GER)        |                           |
| 66                        | Andrey Kashechkin (KAZ)   |                           |
| 67                        | Marcos Serrano (ESP)      |                           |
| 68                        | Ángel Vicioso (ESP)       |                           |

| Saunier Duval-Prodir SDV | Saunier Duval-Prodir SDV         | Saunier Duval-Prodir SDV |
| ------------------------ | -------------------------------- | ------------------------ |
| Num                      | Coureur                          | Pos                      |
| 71                       | José Alberto Benítez (ESP)       |                          |
| 72                       | Juan José Cobo (ESP)             |                          |
| 73                       | Koldo Gil (ESP)                  |                          |
| 74                       | José Ángel Gómez Marchante (ESP) |                          |
| 75                       | Rubén Lobato (ESP)               |                          |
| 76                       | Manuele Mori (ITA)               |                          |
| 77                       | Riccardo Riccò (ITA)             |                          |
| 78                       | Carlos Zárate (ESP)              |                          |

| AG2R Prévoyance A2R | AG2R Prévoyance A2R     | AG2R Prévoyance A2R |
| ------------------- | ----------------------- | ------------------- |
| Num                 | Coureur                 | Pos                 |
| 81                  | José Luis Arrieta (ESP) |                     |
| 82                  | Philip Deignan (IRL)    |                     |
| 83                  | Samuel Dumoulin (FRA)   |                     |
| 84                  | Stéphane Goubert (FRA)  |                     |
| 85                  | Yuriy Krivtsov (UKR)    |                     |
| 86                  | Francisco Mancebo (ESP) |                     |
| 87                  | Christophe Moreau (FRA) |                     |
| 88                  | Tomas Vaitkus (LTU)     |                     |

| Bouygues Telecom BTL | Bouygues Telecom BTL   | Bouygues Telecom BTL |
| -------------------- | ---------------------- | -------------------- |
| Num                  | Coureur                | Pos                  |
| 91                   | Walter Bénéteau (FRA)  |                      |
| 92                   | Olivier Bonnaire (FRA) |                      |
| 93                   | Stef Clement (NED)     |                      |
| 94                   | Pierre Drancourt (FRA) |                      |
| 95                   | Jérôme Pineau (FRA)    |                      |
| 96                   | Didier Rous (FRA)      |                      |
| 97                   | Matthieu Sprick (FRA)  |                      |
| 98                   | Thomas Voeckler (FRA)  |                      |

| Cofidis-Le Crédit par Téléphone COF | Cofidis-Le Crédit par Téléphone COF | Cofidis-Le Crédit par Téléphone COF |
| ----------------------------------- | ----------------------------------- | ----------------------------------- |
| Num                                 | Coureur                             | Pos                                 |
| 101                                 | Stéphane Augé (FRA)                 |                                     |
| 102                                 | Leonardo Bertagnolli (ITA)          |                                     |
| 103                                 | Sylvain Chavanel (FRA)              |                                     |
| 104                                 | Bingen Fernández (ESP)              |                                     |
| 105                                 | Mathieu Heijboer (NED)              |                                     |
| 106                                 | Maxime Monfort (BEL)                |                                     |
| 107                                 | Cristian Moreni (ITA)               |                                     |
| 108                                 | Rik Verbrugghe (BEL)                |                                     |

| Crédit Agricole C.A | Crédit Agricole C.A       | Crédit Agricole C.A |
| ------------------- | ------------------------- | ------------------- |
| Num                 | Coureur                   | Pos                 |
| 111                 | Francesco Bellotti (ITA)  |                     |
| 112                 | Pietro Caucchioli (ITA)   |                     |
| 113                 | Dmitriy Fofonov (KAZ)     |                     |
| 114                 | Mads Kaggestad (NOR)      |                     |
| 115                 | Christophe Le Mével (FRA) |                     |
| 116                 | Rémi Pauriol (FRA)        |                     |
| 117                 | Benoît Poilvet (FRA)      |                     |
| 118                 | Sébastien Portal (FRA)    |                     |

| La Française des jeux FDJ | La Française des jeux FDJ  | La Française des jeux FDJ |
| ------------------------- | -------------------------- | ------------------------- |
| Num                       | Coureur                    | Pos                       |
| 121                       | Freddy Bichot (FRA)        |                           |
| 122                       | Sandy Casar (FRA)          |                           |
| 123                       | Christophe Detilloux (BEL) |                           |
| 124                       | Philippe Gilbert (BEL)     |                           |
| 125                       | Thomas Lövkvist (SWE)      |                           |
| 126                       | Bradley McGee (AUS)        |                           |
| 127                       | Christophe Mengin (FRA)    |                           |
| 128                       | Francis Mourey (FRA)       |                           |

| Gerolsteiner GST | Gerolsteiner GST        | Gerolsteiner GST |
| ---------------- | ----------------------- | ---------------- |
| Num              | Coureur                 | Pos              |
| 131              | Heinrich Haussler (GER) |                  |
| 132              | Andrea Moletta (ITA)    |                  |
| 133              | Davide Rebellin (ITA)   |                  |
| 134              | Matthias Russ (GER)     |                  |
| 135              | Stefan Schumacher (GER) |                  |
| 136              | Fabian Wegmann (GER)    |                  |
| 137              | Beat Zberg (SUI)        |                  |
| 138              | Markus Zberg (SUI)      |                  |

| T-Mobile TMO | T-Mobile TMO           | T-Mobile TMO |
| ------------ | ---------------------- | ------------ |
| Num          | Coureur                | Pos          |
| 141          | Sergueï Ivanov (RUS)   |              |
| 142          | Matthias Kessler (GER) |              |
| 143          | Kim Kirchen (LUX)      |              |
| 144          | Andreas Klier (GER)    |              |
| 145          | Eddy Mazzoleni (ITA)   |              |
| 146          | Bram Schmitz (NED)     |              |
| 147          | Patrik Sinkewitz (GER) |              |
| 148          | Steffen Wesemann (SUI) |              |

| Lampre-Fondital LAM | Lampre-Fondital LAM      | Lampre-Fondital LAM |
| ------------------- | ------------------------ | ------------------- |
| Num                 | Coureur                  | Pos                 |
| 151                 | Alessandro Ballan (ITA)  |                     |
| 152                 | Matteo Carrara (ITA)     |                     |
| 153                 | Salvatore Commesso (ITA) |                     |
| 154                 | Giuliano Figueras (ITA)  |                     |
| 155                 | Marco Marzano (ITA)      |                     |
| 156                 | Ruggero Marzoli (ITA)    |                     |
| 157                 | Evgueni Petrov (RUS)     |                     |
| 158                 | Gorazd Štangelj (SLO)    |                     |

| Team Milram MRM | Team Milram MRM          | Team Milram MRM |
| --------------- | ------------------------ | --------------- |
| Num             | Coureur                  | Pos             |
| 161             | Maarten den Bakker (NED) |                 |
| 162             | Andriy Grivko (UKR)      |                 |
| 163             | Maxim Iglinskiy (KAZ)    |                 |
| 164             | Matej Jurčo (SVK)        |                 |
| 165             | Daniel Musiol (GER)      |                 |
| 166             | Fabio Sacchi (ITA)       |                 |
| 167             | Björn Schröder (GER)     |                 |
| 168             | Giovanni Visconti (ITA)  |                 |

| Rabobank RAB | Rabobank RAB              | Rabobank RAB |
| ------------ | ------------------------- | ------------ |
| Num          | Coureur                   | Pos          |
| 171          | Michael Boogerd (NED)     |              |
| 172          | Bram de Groot (NED)       |              |
| 173          | Erik Dekker (NED)         |              |
| 174          | Thomas Dekker (NED)       |              |
| 175          | Juan Antonio Flecha (ESP) |              |
| 176          | Óscar Freire (ESP)        |              |
| 177          | Joost Posthuma (NED)      |              |
| 178          | Pieter Weening (NED)      |              |

| Phonak Hearing Systems PHO | Phonak Hearing Systems PHO           | Phonak Hearing Systems PHO |
| -------------------------- | ------------------------------------ | -------------------------- |
| Num                        | Coureur                              | Pos                        |
| 181                        | Martin Elmiger (SUI)                 |                            |
| 182                        | Nicolas Jalabert (FRA)               |                            |
| 183                        | Miguel Ángel Martín Perdiguero (ESP) |                            |
| 184                        | Bert Grabsch (GER)                   |                            |
| 185                        | Axel Merckx (BEL)                    |                            |
| 186                        | Koos Moerenhout (NED)                |                            |
| 187                        | Alexandre Moos (SUI)                 |                            |
| 188                        | Grégory Rast (SUI)                   |                            |

| Discovery Channel DSC | Discovery Channel DSC       | Discovery Channel DSC |
| --------------------- | --------------------------- | --------------------- |
| Num                   | Coureur                     | Pos                   |
| 191                   | José Azevedo (POR)          |                       |
| 192                   | Fumiyuki Beppu (JPN)        |                       |
| 193                   | Stijn Devolder (BEL)        |                       |
| 194                   | Vladimir Gusev (RUS)        |                       |
| 195                   | Roger Hammond (GBR)         |                       |
| 196                   | Benoît Joachim (LUX)        |                       |
| 197                   | Guennadi Mikhailov (RUS)    |                       |
| 198                   | Jurgen Van den Broeck (BEL) |                       |

| Chocolade Jacques-Topsport Vlaanderen JAC | Chocolade Jacques-Topsport Vlaanderen JAC | Chocolade Jacques-Topsport Vlaanderen JAC |
| ----------------------------------------- | ----------------------------------------- | ----------------------------------------- |
| Num                                       | Coureur                                   | Pos                                       |
| 201                                       | Koen Barbé (BEL)                          |                                           |
| 202                                       | Pieter Ghyllebert (BEL)                   |                                           |
| 203                                       | Kurt Hovelijnck (BEL)                     |                                           |
| 204                                       | Serge Pauwels (BEL)                       |                                           |
| 205                                       | Jens Renders (BEL)                        |                                           |
| 206                                       | Wesley Van Der Linden (BEL)               |                                           |
| 207                                       | Frederik Veuchelen (BEL)                  |                                           |
| 208                                       | Maarten Wynants (BEL)                     |                                           |

| Landbouwkrediet-Colnago LAN | Landbouwkrediet-Colnago LAN | Landbouwkrediet-Colnago LAN |
| --------------------------- | --------------------------- | --------------------------- |
| Num                         | Coureur                     | Pos                         |
| 211                         | Andy Cappelle (BEL)         |                             |
| 212                         | Bert De Waele (BEL)         |                             |
| 213                         | Steven Kleynen (BEL)        |                             |
| 214                         | Jean-Claude Lebeau (BEL)    |                             |
| 215                         | Filip Meirhaeghe (BEL)      |                             |
| 216                         | Sven Renders (BEL)          |                             |
| 217                         | Nico Sijmens (BEL)          |                             |
| 218                         | Johan Verstrepen (BEL)      |                             |

| Barloworld BAR | Barloworld BAR         | Barloworld BAR |
| -------------- | ---------------------- | -------------- |
| Num            | Coureur                | Pos            |
| 221            | Igor Astarloa (ESP)    |                |
| 222            | Giampaolo Cheula (ITA) |                |
| 223            | Ryan Cox (RSA)         |                |
| 224            | Diego Caccia (ITA)     |                |
| 225            | Mauro Facci (ITA)      |                |
| 226            | Tiaan Kannemeyer (RSA) |                |
| 227            | Hugo Sabido (POR)      |                |
| 228            | Tom Southam (GBR)      |                |

| Skil-Shimano SKS | Skil-Shimano SKS          | Skil-Shimano SKS |
| ---------------- | ------------------------- | ---------------- |
| Num              | Coureur                   | Pos              |
| 231              | Sebastian Langeveld (NED) |                  |
| 232              | Paul Martens (GER)        |                  |
| 233              | Hidenori Nodera (JPN)     |                  |
| 234              | Rik Reinerink (NED)       |                  |
| 235              | Maarten Tjallingii (NED)  |                  |
| 236              | Piet Rooijakkers (NED)    |                  |
| 237              | Aart Vierhouten (NED)     |                  |
| 238              | René Weissinger (GER)     |                  |

| Unibet.com UNI | Unibet.com UNI            | Unibet.com UNI |
| -------------- | ------------------------- | -------------- |
| Num            | Coureur                   | Pos            |
| 241            | Johan Coenen (BEL)        |                |
| 242            | Baden Cooke (AUS)         |                |
| 243            | Luis Pasamontes (ESP)     |                |
| 244            | Matthé Pronk (NED)        |                |
| 245            | Laurens ten Dam (NED)     |                |
| 246            | Erwin Thijs (BEL)         |                |
| 247            | Frank Vandenbroucke (BEL) |                |
| 248            | Matthew Wilson (AUS)      |                |

| Liquigas LIQ | Liquigas LIQ           | Liquigas LIQ |
| ------------ | ---------------------- | ------------ |
| Num          | Coureur                | Pos          |
| 1            | Michael Albasini (SUI) |              |
| 2            | Patrick Calcagni (SUI) |              |
| 3            | Kjell Carlström (FIN)  |              |
| 4            | Stefano Garzelli (ITA) |              |
| 5            | Nicola Loda (ITA)      |              |
| 6            | Matej Mugerli (SLO)    |              |
| 7            | Vincenzo Nibali (ITA)  |              |
| 8            | Luca Paolini (ITA)     |              |

| Davitamon-Lotto DVL | Davitamon-Lotto DVL      | Davitamon-Lotto DVL |
| ------------------- | ------------------------ | ------------------- |
| Num                 | Coureur                  | Pos                 |
| 11                  | Mario Aerts (BEL)        |                     |
| 12                  | Christophe Brandt (BEL)  |                     |
| 13                  | Bart Dockx (BEL)         |                     |
| 14                  | Christopher Horner (USA) |                     |
| 15                  | Björn Leukemans (BEL)    |                     |
| 16                  | Léon van Bon (NED)       |                     |
| 17                  | Wim Van Huffel (BEL)     |                     |
| 18                  | Johan Vansummeren (BEL)  |                     |

| Quick Step-Innergetic QSI | Quick Step-Innergetic QSI  | Quick Step-Innergetic QSI |
| ------------------------- | -------------------------- | ------------------------- |
| Num                       | Coureur                    | Pos                       |
| 21                        | Serge Baguet (BEL)         |                           |
| 22                        | Paolo Bettini (ITA)        |                           |
| 23                        | Kevin De Weert (BEL)       |                           |
| 24                        | Addy Engels (NED)          |                           |
| 25                        | Cédric Vasseur (FRA)       |                           |
| 26                        | José Antonio Garrido (ESP) |                           |
| 27                        | Filippo Pozzato (ITA)      |                           |
| 28                        | Bram Tankink (NED)         |                           |

| CSC | CSC                         | CSC |
| --- | --------------------------- | --- |
| Num | Coureur                     | Pos |
| 31  | Michael Blaudzun (DEN)      |     |
| 32  | Karsten Kroon (NED)         |     |
| 33  | Peter Luttenberger (AUT)    |     |
| 34  | Andrea Peron (ITA)          |     |
| 35  | Fränk Schleck (LUX)         |     |
| 36  | Nicki Sørensen (DEN)        |     |
| 37  | Jens Voigt (GER)            |     |
| 38  | Christian Vande Velde (USA) |     |

| Caisse d'Épargne-Illes Balears CEI | Caisse d'Épargne-Illes Balears CEI | Caisse d'Épargne-Illes Balears CEI |
| ---------------------------------- | ---------------------------------- | ---------------------------------- |
| Num                                | Coureur                            | Pos                                |
| 41                                 | David Arroyo (ESP)                 |                                    |
| 42                                 | José Vicente García Acosta (ESP)   |                                    |
| 43                                 | Aitor Pérez Arrieta (ESP)          |                                    |
| 44                                 | Nicolas Portal (FRA)               |                                    |
| 45                                 | Vicente Reynés (ESP)               |                                    |
| 46                                 | Joaquim Rodríguez (ESP)            |                                    |
| 47                                 | Alejandro Valverde (ESP)           |                                    |
| 48                                 | Constantino Zaballa (ESP)          |                                    |

| Euskaltel-Euskadi EUS | Euskaltel-Euskadi EUS | Euskaltel-Euskadi EUS |
| --------------------- | --------------------- | --------------------- |
| Num                   | Coureur               | Pos                   |
| 51                    | Joseba Albizu (ESP)   |                       |
| 52                    | Andoni Aranaga (ESP)  |                       |
| 53                    | Iker Camaño (ESP)     |                       |
| 54                    | Unai Etxebarria (VEN) |                       |
| 55                    | Aitor Hernández (ESP) |                       |
| 56                    | Iñaki Isasi (ESP)     |                       |
| 57                    | Iban Mayo (ESP)       |                       |
| 58                    | Samuel Sánchez (ESP)  |                       |

| Liberty Seguros-Würth LSW | Liberty Seguros-Würth LSW | Liberty Seguros-Würth LSW |
| ------------------------- | ------------------------- | ------------------------- |
| Num                       | Coureur                   | Pos                       |
| 61                        | Alberto Contador (ESP)    |                           |
| 62                        | Allan Davis (AUS)         |                           |
| 63                        | Koen de Kort (NED)        |                           |
| 64                        | David Etxebarria (ESP)    |                           |
| 65                        | Jörg Jaksche (GER)        |                           |
| 66                        | Andrey Kashechkin (KAZ)   |                           |
| 67                        | Marcos Serrano (ESP)      |                           |
| 68                        | Ángel Vicioso (ESP)       |                           |

| Saunier Duval-Prodir SDV | Saunier Duval-Prodir SDV         | Saunier Duval-Prodir SDV |
| ------------------------ | -------------------------------- | ------------------------ |
| Num                      | Coureur                          | Pos                      |
| 71                       | José Alberto Benítez (ESP)       |                          |
| 72                       | Juan José Cobo (ESP)             |                          |
| 73                       | Koldo Gil (ESP)                  |                          |
| 74                       | José Ángel Gómez Marchante (ESP) |                          |
| 75                       | Rubén Lobato (ESP)               |                          |
| 76                       | Manuele Mori (ITA)               |                          |
| 77                       | Riccardo Riccò (ITA)             |                          |
| 78                       | Carlos Zárate (ESP)              |                          |

| AG2R Prévoyance A2R | AG2R Prévoyance A2R     | AG2R Prévoyance A2R |
| ------------------- | ----------------------- | ------------------- |
| Num                 | Coureur                 | Pos                 |
| 81                  | José Luis Arrieta (ESP) |                     |
| 82                  | Philip Deignan (IRL)    |                     |
| 83                  | Samuel Dumoulin (FRA)   |                     |
| 84                  | Stéphane Goubert (FRA)  |                     |
| 85                  | Yuriy Krivtsov (UKR)    |                     |
| 86                  | Francisco Mancebo (ESP) |                     |
| 87                  | Christophe Moreau (FRA) |                     |
| 88                  | Tomas Vaitkus (LTU)     |                     |

| Bouygues Telecom BTL | Bouygues Telecom BTL   | Bouygues Telecom BTL |
| -------------------- | ---------------------- | -------------------- |
| Num                  | Coureur                | Pos                  |
| 91                   | Walter Bénéteau (FRA)  |                      |
| 92                   | Olivier Bonnaire (FRA) |                      |
| 93                   | Stef Clement (NED)     |                      |
| 94                   | Pierre Drancourt (FRA) |                      |
| 95                   | Jérôme Pineau (FRA)    |                      |
| 96                   | Didier Rous (FRA)      |                      |
| 97                   | Matthieu Sprick (FRA)  |                      |
| 98                   | Thomas Voeckler (FRA)  |                      |

| Cofidis-Le Crédit par Téléphone COF | Cofidis-Le Crédit par Téléphone COF | Cofidis-Le Crédit par Téléphone COF |
| ----------------------------------- | ----------------------------------- | ----------------------------------- |
| Num                                 | Coureur                             | Pos                                 |
| 101                                 | Stéphane Augé (FRA)                 |                                     |
| 102                                 | Leonardo Bertagnolli (ITA)          |                                     |
| 103                                 | Sylvain Chavanel (FRA)              |                                     |
| 104                                 | Bingen Fernández (ESP)              |                                     |
| 105                                 | Mathieu Heijboer (NED)              |                                     |
| 106                                 | Maxime Monfort (BEL)                |                                     |
| 107                                 | Cristian Moreni (ITA)               |                                     |
| 108                                 | Rik Verbrugghe (BEL)                |                                     |

| Crédit Agricole C.A | Crédit Agricole C.A       | Crédit Agricole C.A |
| ------------------- | ------------------------- | ------------------- |
| Num                 | Coureur                   | Pos                 |
| 111                 | Francesco Bellotti (ITA)  |                     |
| 112                 | Pietro Caucchioli (ITA)   |                     |
| 113                 | Dmitriy Fofonov (KAZ)     |                     |
| 114                 | Mads Kaggestad (NOR)      |                     |
| 115                 | Christophe Le Mével (FRA) |                     |
| 116                 | Rémi Pauriol (FRA)        |                     |
| 117                 | Benoît Poilvet (FRA)      |                     |
| 118                 | Sébastien Portal (FRA)    |                     |

| La Française des jeux FDJ | La Française des jeux FDJ  | La Française des jeux FDJ |
| ------------------------- | -------------------------- | ------------------------- |
| Num                       | Coureur                    | Pos                       |
| 121                       | Freddy Bichot (FRA)        |                           |
| 122                       | Sandy Casar (FRA)          |                           |
| 123                       | Christophe Detilloux (BEL) |                           |
| 124                       | Philippe Gilbert (BEL)     |                           |
| 125                       | Thomas Lövkvist (SWE)      |                           |
| 126                       | Bradley McGee (AUS)        |                           |
| 127                       | Christophe Mengin (FRA)    |                           |
| 128                       | Francis Mourey (FRA)       |                           |

| Gerolsteiner GST | Gerolsteiner GST        | Gerolsteiner GST |
| ---------------- | ----------------------- | ---------------- |
| Num              | Coureur                 | Pos              |
| 131              | Heinrich Haussler (GER) |                  |
| 132              | Andrea Moletta (ITA)    |                  |
| 133              | Davide Rebellin (ITA)   |                  |
| 134              | Matthias Russ (GER)     |                  |
| 135              | Stefan Schumacher (GER) |                  |
| 136              | Fabian Wegmann (GER)    |                  |
| 137              | Beat Zberg (SUI)        |                  |
| 138              | Markus Zberg (SUI)      |                  |

| T-Mobile TMO | T-Mobile TMO           | T-Mobile TMO |
| ------------ | ---------------------- | ------------ |
| Num          | Coureur                | Pos          |
| 141          | Sergueï Ivanov (RUS)   |              |
| 142          | Matthias Kessler (GER) |              |
| 143          | Kim Kirchen (LUX)      |              |
| 144          | Andreas Klier (GER)    |              |
| 145          | Eddy Mazzoleni (ITA)   |              |
| 146          | Bram Schmitz (NED)     |              |
| 147          | Patrik Sinkewitz (GER) |              |
| 148          | Steffen Wesemann (SUI) |              |

| Lampre-Fondital LAM | Lampre-Fondital LAM      | Lampre-Fondital LAM |
| ------------------- | ------------------------ | ------------------- |
| Num                 | Coureur                  | Pos                 |
| 151                 | Alessandro Ballan (ITA)  |                     |
| 152                 | Matteo Carrara (ITA)     |                     |
| 153                 | Salvatore Commesso (ITA) |                     |
| 154                 | Giuliano Figueras (ITA)  |                     |
| 155                 | Marco Marzano (ITA)      |                     |
| 156                 | Ruggero Marzoli (ITA)    |                     |
| 157                 | Evgueni Petrov (RUS)     |                     |
| 158                 | Gorazd Štangelj (SLO)    |                     |

| Team Milram MRM | Team Milram MRM          | Team Milram MRM |
| --------------- | ------------------------ | --------------- |
| Num             | Coureur                  | Pos             |
| 161             | Maarten den Bakker (NED) |                 |
| 162             | Andriy Grivko (UKR)      |                 |
| 163             | Maxim Iglinskiy (KAZ)    |                 |
| 164             | Matej Jurčo (SVK)        |                 |
| 165             | Daniel Musiol (GER)      |                 |
| 166             | Fabio Sacchi (ITA)       |                 |
| 167             | Björn Schröder (GER)     |                 |
| 168             | Giovanni Visconti (ITA)  |                 |

| Rabobank RAB | Rabobank RAB              | Rabobank RAB |
| ------------ | ------------------------- | ------------ |
| Num          | Coureur                   | Pos          |
| 171          | Michael Boogerd (NED)     |              |
| 172          | Bram de Groot (NED)       |              |
| 173          | Erik Dekker (NED)         |              |
| 174          | Thomas Dekker (NED)       |              |
| 175          | Juan Antonio Flecha (ESP) |              |
| 176          | Óscar Freire (ESP)        |              |
| 177          | Joost Posthuma (NED)      |              |
| 178          | Pieter Weening (NED)      |              |

| Phonak Hearing Systems PHO | Phonak Hearing Systems PHO           | Phonak Hearing Systems PHO |
| -------------------------- | ------------------------------------ | -------------------------- |
| Num                        | Coureur                              | Pos                        |
| 181                        | Martin Elmiger (SUI)                 |                            |
| 182                        | Nicolas Jalabert (FRA)               |                            |
| 183                        | Miguel Ángel Martín Perdiguero (ESP) |                            |
| 184                        | Bert Grabsch (GER)                   |                            |
| 185                        | Axel Merckx (BEL)                    |                            |
| 186                        | Koos Moerenhout (NED)                |                            |
| 187                        | Alexandre Moos (SUI)                 |                            |
| 188                        | Grégory Rast (SUI)                   |                            |

| Discovery Channel DSC | Discovery Channel DSC       | Discovery Channel DSC |
| --------------------- | --------------------------- | --------------------- |
| Num                   | Coureur                     | Pos                   |
| 191                   | José Azevedo (POR)          |                       |
| 192                   | Fumiyuki Beppu (JPN)        |                       |
| 193                   | Stijn Devolder (BEL)        |                       |
| 194                   | Vladimir Gusev (RUS)        |                       |
| 195                   | Roger Hammond (GBR)         |                       |
| 196                   | Benoît Joachim (LUX)        |                       |
| 197                   | Guennadi Mikhailov (RUS)    |                       |
| 198                   | Jurgen Van den Broeck (BEL) |                       |

| Chocolade Jacques-Topsport Vlaanderen JAC | Chocolade Jacques-Topsport Vlaanderen JAC | Chocolade Jacques-Topsport Vlaanderen JAC |
| ----------------------------------------- | ----------------------------------------- | ----------------------------------------- |
| Num                                       | Coureur                                   | Pos                                       |
| 201                                       | Koen Barbé (BEL)                          |                                           |
| 202                                       | Pieter Ghyllebert (BEL)                   |                                           |
| 203                                       | Kurt Hovelijnck (BEL)                     |                                           |
| 204                                       | Serge Pauwels (BEL)                       |                                           |
| 205                                       | Jens Renders (BEL)                        |                                           |
| 206                                       | Wesley Van Der Linden (BEL)               |                                           |
| 207                                       | Frederik Veuchelen (BEL)                  |                                           |
| 208                                       | Maarten Wynants (BEL)                     |                                           |

| Landbouwkrediet-Colnago LAN | Landbouwkrediet-Colnago LAN | Landbouwkrediet-Colnago LAN |
| --------------------------- | --------------------------- | --------------------------- |
| Num                         | Coureur                     | Pos                         |
| 211                         | Andy Cappelle (BEL)         |                             |
| 212                         | Bert De Waele (BEL)         |                             |
| 213                         | Steven Kleynen (BEL)        |                             |
| 214                         | Jean-Claude Lebeau (BEL)    |                             |
| 215                         | Filip Meirhaeghe (BEL)      |                             |
| 216                         | Sven Renders (BEL)          |                             |
| 217                         | Nico Sijmens (BEL)          |                             |
| 218                         | Johan Verstrepen (BEL)      |                             |

| Barloworld BAR | Barloworld BAR         | Barloworld BAR |
| -------------- | ---------------------- | -------------- |
| Num            | Coureur                | Pos            |
| 221            | Igor Astarloa (ESP)    |                |
| 222            | Giampaolo Cheula (ITA) |                |
| 223            | Ryan Cox (RSA)         |                |
| 224            | Diego Caccia (ITA)     |                |
| 225            | Mauro Facci (ITA)      |                |
| 226            | Tiaan Kannemeyer (RSA) |                |
| 227            | Hugo Sabido (POR)      |                |
| 228            | Tom Southam (GBR)      |                |

| Skil-Shimano SKS | Skil-Shimano SKS          | Skil-Shimano SKS |
| ---------------- | ------------------------- | ---------------- |
| Num              | Coureur                   | Pos              |
| 231              | Sebastian Langeveld (NED) |                  |
| 232              | Paul Martens (GER)        |                  |
| 233              | Hidenori Nodera (JPN)     |                  |
| 234              | Rik Reinerink (NED)       |                  |
| 235              | Maarten Tjallingii (NED)  |                  |
| 236              | Piet Rooijakkers (NED)    |                  |
| 237              | Aart Vierhouten (NED)     |                  |
| 238              | René Weissinger (GER)     |                  |

| Unibet.com UNI | Unibet.com UNI            | Unibet.com UNI |
| -------------- | ------------------------- | -------------- |
| Num            | Coureur                   | Pos            |
| 241            | Johan Coenen (BEL)        |                |
| 242            | Baden Cooke (AUS)         |                |
| 243            | Luis Pasamontes (ESP)     |                |
| 244            | Matthé Pronk (NED)        |                |
| 245            | Laurens ten Dam (NED)     |                |
| 246            | Erwin Thijs (BEL)         |                |
| 247            | Frank Vandenbroucke (BEL) |                |
| 248            | Matthew Wilson (AUS)      |                |